# وهل (آلاباما)
وهل (به انگلیسی: Wahl) یک منطقهٔ مسکونی در ایالات متحده آمریکا است که در شهرستان اسکامبیا، آلاباما واقع شده‌است. وهل ۲۸٫۰۴ متر بالاتر از سطح دریا واقع شده‌است.